# Vochysia ledouxii
Vochysia ledouxii är en tvåhjärtbladig växtart som beskrevs av Paula. Vochysia ledouxii ingår i släktet Vochysia och familjen Vochysiaceae. Inga underarter finns listade i Catalogue of Life.